# 광명체
광명체(光明體)는 조선민주주의인민공화국에서 개발된 제도용 글씨체이다. 가로획이 가늘고 세로획이 굵은 서체로 초기에는 명조체, 《3.1월간체》, 천리마체라고 불렸다.

## 특징
이 서체는 그림글씨체, 활자글씨체에 속하며, 획 끝에 세리프가 세모나게 그어져 있다. 광명체는 제목글과 부제목글, 일부 문장 중에서 특별하게 강조하고 싶을 때 사용되고, 선명하고 뚜렷하며 인쇄할 때 편리하게 편집할 목적으로 사용된다.
현재 조선의 컴퓨터전산시스템에 발전으로 광명체가 더욱 많이 만들어져 종류가 다양해졌으며, 《로동신문》의 편집체제가 바뀌자 천리마 9호체가 광명체로 이름이 바뀌였다. 광명체의 속하는 서체들은 광명 긴 체, 광명 굵은체, 광명 넓은체, 광명 긴 굵은체 등이 있다.

## 종류
다양하게 사용되고 있는 광명체 패밀리에 속하는 종류로 소괄호에 있는 낱말은 2001년 이전에 불렸던 이름이다. 
- 광명체(3.1월간체, 천리마 9호체)
- 광명 굵은체(천리마 10호체)
- 광명 장방체 (천리마 11호체)
- 광명 고직체 (광명체 가족에 속하는 컴퓨터서체)
- 광명 넓은체 (천리마 12호체)
- 광명 둥근체 (광명체 가족에 속하는 컴퓨터서체)
- 광명 긴 가는체(천리마 13호체)